# Teoría del error
La teoría del error es una posición filosófica dentro de la metaética que defiende que todos los juicios morales son falsos por el hecho de que presuponen la existencia de propiedades morales objetivas. Según esta postura, cuando alguien afirma que «mentir está mal» o que «la justicia es un valor universal», está haciendo una afirmación que, aunque parezca referirse a una realidad objetiva, en realidad no tiene correlato en el mundo. Por tanto, la teoría del error combina el cognitivismo (la idea de que los enunciados morales son susceptibles de verdad o falsedad) con el nihilismo moral (la negación de que existan hechos morales objetivos).

### Contexto histórico
Aunque la teoría del error como tal fue articulada en el siglo XX por John Mackie, sus raíces conceptuales pueden rastrearse en tradiciones filosóficas más antiguas. El escepticismo acerca de los valores morales objetivos tiene precedentes en:

#### Los sofistas griegos
Filósofos como Protágoras (siglo V a. C.) ya afirmaban que la verdad, incluida la moral, era relativa a cada individuo o comunidad: «El hombre es la medida de todas las cosas, de las que son, en cuanto que son, y de las que no son, en cuanto que no son».

#### David Hume (sigloXVIII)
Su distinción entre hechos y valores (la «falacia naturalista») inspiró e, rechazo a la posibilidad de derivar principios morales objetivos a partir de observaciones empíricas.

#### Friedrich Nietzsche (sigloXIX)
Su crítica a la moral tradicional, vista como una construcción al servicio del poder y la voluntad, también influyó en el rechazo a los valores absolutos.

#### SigloXX
Con la consolidación de una visión científica del mundo y el auge del  positivismo lógico , filósofos como  A. J. Ayer  y los defensores del  no-cognitivismo  cuestionaron la posibilidad de fundamentos objetivos para los juicios morales.

### Características fundamentales
Formulada y sistematizada principalmente por el filósofo australiano John Leslie Mackie (Sidney, 23 de agosto de 1917 - Oxford, 12 de diciembre de 1981) en su influyente obra  Ethics: Inventing Right and Wrong (1977), la teoría del error se presenta como una crítica al  realismo moral  y a las pretensiones de universalidad de la ética objetiva. Mackie introduce dos argumentos principales para sustentar su postura: el argumento de «la extrañeza ontológica», que cuestiona la plausibilidad de las propiedades morales como parte de la realidad, y el argumento del «desacuerdo moral», que subraya la diversidad irreconciliable de creencias éticas en diferentes cultural y épocas.

### Resumen
La teoría del error no busca negar la importancia práctica de los valores y normas morales, sino replantear su fundamento como construcciones humanas en lugar de verdades absolutas. Su influencia ha permeado debates contemporáneos en ética,   filosofía del lenguaje  y  epistemología , desafinado la concepción tradicional de la moral como un ámbito objetivo.